# Orphnus acuticornis
Orphnus acuticornis är en skalbaggsart som beskrevs av Rudolph Petrovitz 1971. Orphnus acuticornis ingår i släktet Orphnus och familjen Orphnidae. Inga underarter finns listade i Catalogue of Life.